# Jo Crab
Jo Crab (Dartford, 25 augustus 1918 - Oostende, 18 december 1981) was een Vlaamse actrice.
Ze is vooral bekend van haar rol als Madame Arabelle, de koffiedame die op haar strepen staat uit De Collega's.
Crab was getrouwd met Marc Decorte, en overleed iets meer dan een maand na hem in Oostende bij haar oudste dochter. Crab en Decorte hadden samen drie dochters, waaronder de actrice Marlene Edeling en drie zonen, waaronder de acteur en theaterregisseur Jan Decorte en zanger/muzikant Bert Decorte.

## Acteercarrière
- In de schaduw van twijfel (1960)
- Tijl Uilenspiegel (1961) - Emma
- De geschiedenis van de show, periode 1910-1920 (1964)
- Uit een andere wereld (1964)
- Voorbij de kim (1965)
- Jeroom en Benzamien (1966) - Amelie
- De Erfenis (1967) - Moeder Condon
- Wij, Heren van Zichem (1969) - Angelien van de koster
- De Fysici (1970) - Martha Boll
- Zomernachtsdroom (1970) - Brenda Bolton
- Als Frank terugkomt (1970) - Katie
- Poker (1970) - Frau
- Het einde van het begin (1972) -Lizzie Berrill
- Even bewesten Ouessant (1972) - Louise
- Siska Van Roosemaal (1973) - Adela
- De Routiers (1973) - Vrouw van Fik
- Merijntje Gijzens Jeugd (1974) - Adriana Flooren
- Verbrande Brug (1975) - Mady
- Zonder onderschriften (1976) - Liesbeth
- Tussen wal en schip (1977)
- Wierook en tranen (1977) - Boerin
- De Collega's (1978-1980) - Arabelle Lucas
- De kerselaar (1978) - Bertha
- Filumena (1979) - Rosalia Solimene